# Gyda Eiriksdottir

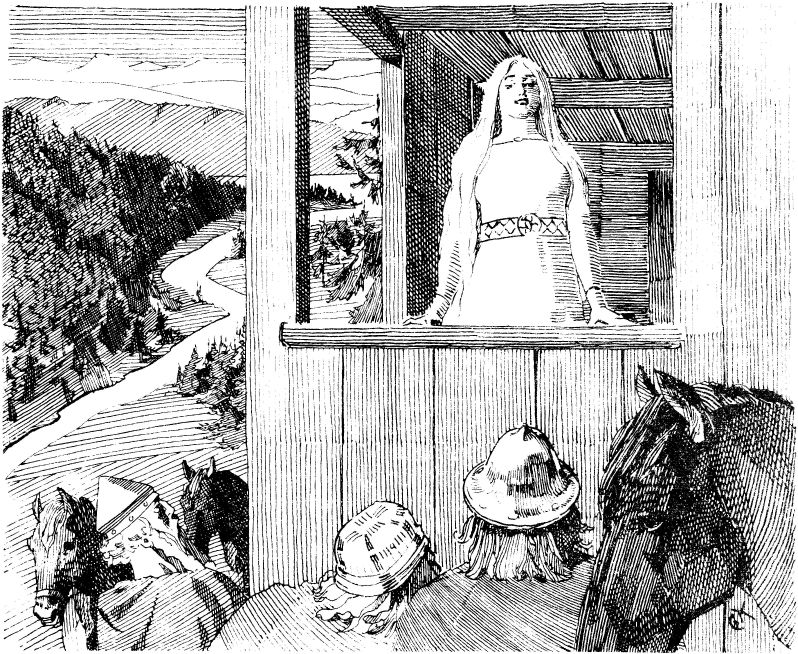
Gyda Eiriksdottir von Christian Krohg (1899)

Gyda Eiriksdottir war nach Snorris Königssaga (Heimskringla) über Harald Hårfagre die Tochter des Kleinkönigs Erich in Hardanger (Hordaland).
Obgleich Snorris Bericht eine Legende ist, soll sie hier doch wiedergegeben werden:
Harald Hårfagre sandte Männer nach Gyda aus. Gyda war stolz und kannte ihren Wert. Sie ließ Harald ausrichten, dass sie nicht gewillt sei, die Frau eines kleinen Jarls zu werden. Sie wäre allerdings bereit, Haralds Frau zu werden, wenn er sich zuvor ihrer würdig erwiesen und sich ganz Norwegen unterworfen habe. 
Als Haralds Männer die stolze Botschaft Gydas ihrem Jarl Harald überbrachten, rechneten sie damit, dass Harald eine solche Beleidigung nicht ungesühnt lassen und Gyda entehren lassen werde. Harald hielt allerdings, wider alle Erwartungen, Gyda zugute, dass sie ihn an seine Pflicht erinnert habe. Er gelobte, sein Haar weder kämmen noch schneiden zu lassen, bis er ganz Norwegen erobert habe.
Harald soll daraufhin seine Eroberungszüge gestartet haben. Zuletzt habe er eine Flotte von Langschiffen ausgerüstet und gegen Gydas Vater, König Erik von Hordaland, gezogen sein und gegen dessen Verbündete, die die letzten Jarls waren, die sich gegen Harald zur Wehr setzten. Gydas Vater wurde bei einer großen Seeschlacht bei Stavanger getötet und seine Verbündeten durch Harald vernichtend geschlagen. Es wird dann berichtet, dass Harald, nachdem er sich zehn Jahre an seinen Schwur gehalten hatte, ein Bad genommen habe und sich die Haare schneiden ließ, was ihm den Beinamen Harald Schönhaar einbrachte.

## Filmische Darstellung
- Vikings, kanadisch-irische Fernsehserie, hier werden Elemente der Erzählung von Gyda und Harald in der neuen Figur Ellisif verwoben, dargestellt von Sophie Vavasseur.